# Yū Koshikawa
Yū Koshikawa (越川 優?, Koshikawa Yū; Kanazawa, 30 giugno 1984) è un ex pallavolista giapponese.
Giocava nel ruolo di schiacciatore.

## Palmarès

### Club
- Campionato giapponese: 3

2003-04, 2006-07, 2014-15
- Coppa dell'Imperatore: 1

2014
- Torneo Kurowashiki: 3

2013, 2016, 2017

### Nazionale (competizioni minori)
- Giochi asiatici 2002

### Premi individuali
- 2004 - V.League: Miglior esordiente
- 2005 - Campionato asiatico e oceaniano: Miglior realizzatore
- 2006 - V.League: Miglior spirito combattivo
- 2006 - V.League: Miglior servizio
- 2006 - V.League: Sestetto ideale
- 2007 - V.Premier League: MVP
- 2007 - V.Premier League: Miglior sestetto
- 2007 - Campionato asiatico e oceaniano: Miglior servizio
- 2008 - V.Premier League: Sestetto ideale
- 2009 - V.Premier League: Miglior servizio
- 2009 - V.Premier League: Sestetto ideale
- 2009 - Torneo Kurowashiki: Miglior sestetto
- 2013 - V.Premier League: Sestetto ideale
- 2014 - V.Premier League: Miglior spirito combattivo
- 2014 - V.Premier League: Miglior servizio
- 2014 - V.Premier League: Sestetto ideale
- 2014 - V.Premier League: V.League Japanese Record Award (per la più alta percentuale al servizio della storia del campionato giapponese, 21,1%)
- 2014 - Torneo Kurowashiki: Miglior spirito combattivo
- 2014 - Torneo Kurowashiki: Sestetto ideale
- 2015 - V.Premier League: MVP
- 2015 - V.Premier League: Sestetto ideale
- 2016 - Torneo Kurowashiki: Sestetto ideale
- 2017 - V.Premier League: Premio alla carriera
- 2017 - Torneo Kurowashiki: MVP
- 2017 - Torneo Kurowashiki: Sestetto ideale